# 藏刺薯蓣
藏刺薯蓣（学名：Dioscorea xizanensis）是薯蓣科薯蓣属的植物，是中国的特有植物。分布于中国大陆的西藏等地，生长于海拔1,200米的地区，多生在山坡阔叶林中，目前尚未由人工引种栽培。